# Kvamula
Kvamula is een geslacht van wantsen uit de familie van de Ceratocombidae (Bladmoswantsen). Het geslacht werd voor het eerst wetenschappelijk beschreven door Stys in 1982 .

## Soorten
Het genus bevat de volgende soorten:

- Kvamula coccinelloides Stys, 1982
- Kvamula decora Stys, 1982
- Kvamula pocsi Stys, 1982
- Kvamula vietnamica Stys, 1982